# NGC 1564
NGC 1564 est une galaxie lenticulaire relativement éloignée et située dans la constellation de l'Éridan. NGC 1564 a été découverte par l'astronome américain Francis Leavenworth en 1885.

## Caractéristiques
Sa vitesse par rapport au fond diffus cosmologique est de 9 140 ± 27 km/s, ce qui correspond à une distance de Hubble de 134,8 ± 9,5 Mpc (∼440 millions d'al).
À ce jour, une mesure non basée sur le décalage vers le rouge (redshift) donne une distance d'environ 99,500 Mpc (∼325 millions d'al). Cette valeur est à l'extérieur mais compatible avec les valeurs de la distance de Hubble. Notons cependant que c'est avec la valeur moyenne des mesures indépendantes, lorsqu'elles existent, que la base de données NASA/IPAC calcule le diamètre d'une galaxie et qu'en conséquence le diamètre de NGC 1564 pourrait être d'environ 49,0 kpc (∼160 000 al) si on utilisait la distance de Hubble pour le calculer.